# Доминьонская обсерватория

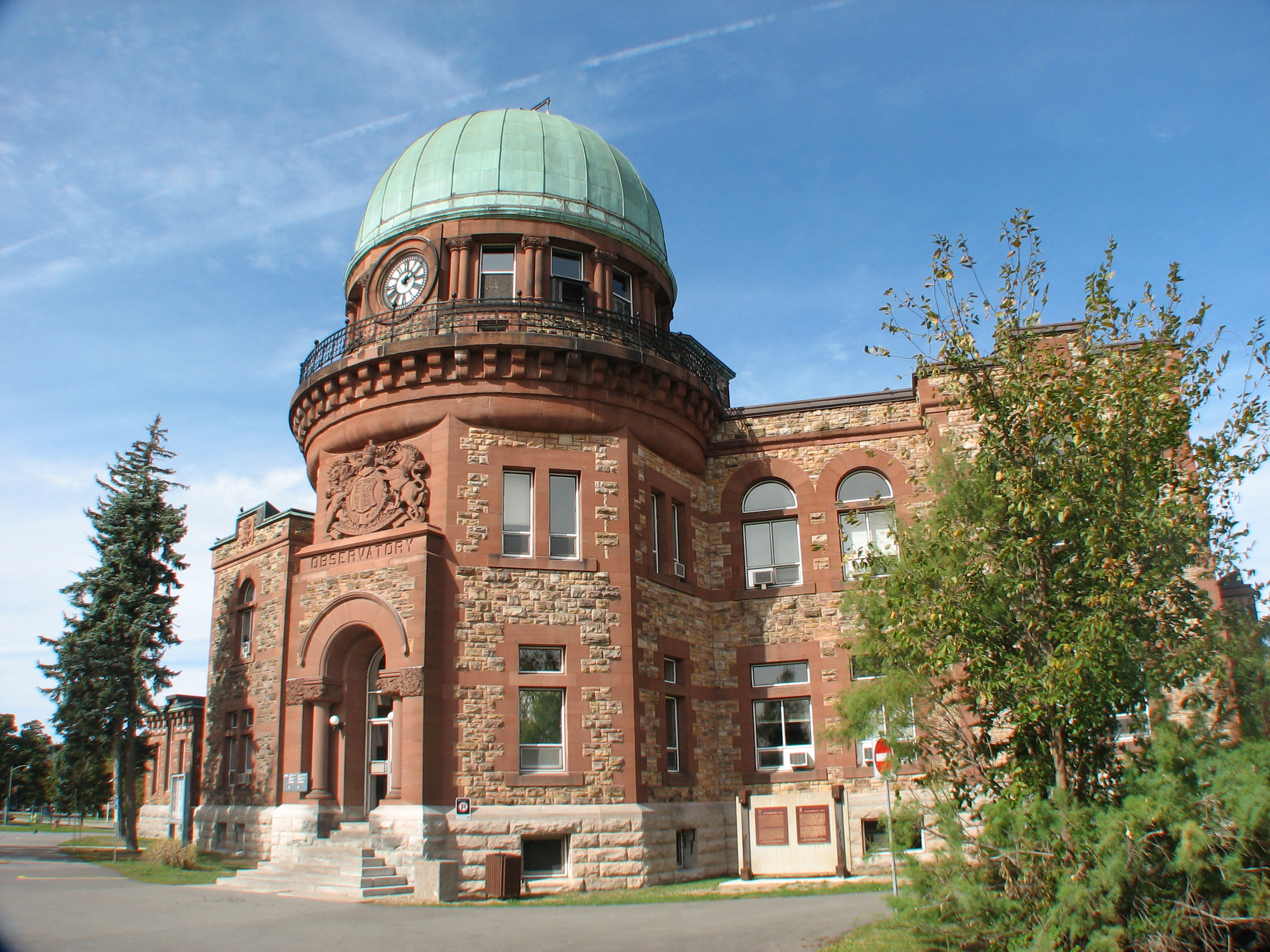
Здание Доминьонской обсерватории

Доминьонская обсерватория — астрономическая обсерватория, действовавшая в 1905—1970 годах в городе Оттава, Канада. Расположена на территории Центральной экспериментальной фермы.

## История
Причиной создания обсерватории стали потребности Департамента внутренних дел канадского федерального правительства в знании точных координат географических объектов. В 1902 году было принято решение о строительстве обсерватории наподобие Гринвичской обсерватории в Англии, и в 1905 году строительство было закончено. Обсерватория расположилась вблизи озера Доу. Основным телескопом в обсерватории являлся рефрактор диаметром 15 дюймов — самый крупный рефрактор из когда-либо установленных в Канаде.
В 1917 году была построена Доминьонская астрофизическая обсерватория в городе Виктория (Британская Колумбия), и обсерватория в Оттаве потеряла своё значение. Однако, обсерватория продолжала действовать до 1970 года, в котором научно-исследовательский институт, располагавшийся в ней, был распущен.

## Значение
На протяжении долгого времени Доминьонская обсерватория являлась источником точного времени для канадцев.